# William L. Langer

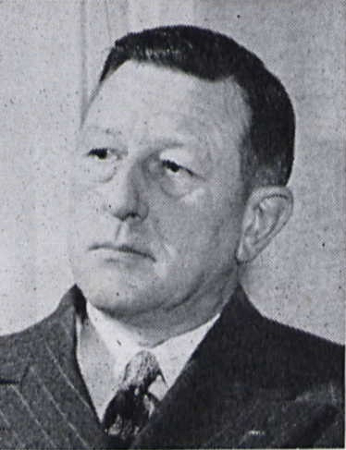

William Leonard Langer (* 16. März 1896 in South Boston, Massachusetts; † 26. Dezember 1977) war ein US-amerikanischer Diplomatie- und Neuzeithistoriker. Er war Professor an der Harvard University.

## Leben
Langer war der Sohn deutscher Einwanderer sowie älterer Bruder des Psychoanalytikers Walter Charles Langer und des Mathematikers Rudolph Ernest Langer. Der Vater starb früh und die Mutter musste die drei Söhne alleine durchbringen, weshalb Langer früh Nebenjobs annahm. Er besuchte die Boston Latin School und studierte in Harvard mit dem Bachelor-Abschluss 1915, unterrichtete dann zwei Jahre Deutsch an der Worcester Academy und setzte sein Studium an der Clark University (International Relations) fort, unterbrochen vom Wehrdienst im Ersten Weltkrieg in Frankreich in einer Einheit für Chemische Kriegführung. 1920/21 forschte er in Wiener Archiven für seine Dissertation, lernte nebenbei Russisch und wurde 1923 wurde an der Harvard University bei Archibald Cary Coolidge promoviert. Er unterrichtete vier Jahre Modern History an der Clark University, bevor er wieder nach Harvard ging. Er lehrte dort moderne europäische Geschichte (für den Zeitraum 1815 bis 1914) und hielt Vorlesungen über türkisch-europäische Beziehungen. 1931 wurde er Associate Professor und 1936 Professor in der Nachfolge von Coolidge.
Im Zweiten Weltkrieg arbeitete er als leitender Analytiker für das OSS (R & A Abteilung) und baute nach dem Krieg 1950 die Länderauswertung für die CIA auf. Um 1952 verfolgte er wieder seine akademische Laufbahn in Harvard. Schon in den 1930er Jahren hatte er sich vermehrt Zeitgeschichte zugewandt und veröffentlichte viel in Foreign Affairs. Im Krieg war er beauftragt, die Geschichte des Verhältnisses der USA zu Vichy-Frankreich im Zweiten Weltkrieg zu schreiben, die 1947 als Buch erschien. Später folgte mit S. Everett Gleason eine Geschichte der Außenpolitik der USA vor dem Eintritt der USA in den Zweiten Weltkrieg 1941 im Auftrag des Council on Foreign Relations.
Er befasste sich mit Diplomatiegeschichte des 19. und 20. Jahrhunderts, speziell dem System von Bündnissen von Bismarck und der Wilhelminischen Periode, und gab eine englische Version des Ploetz heraus, An Encyclopedia of World History, zuerst 1940 erschienen. Von 1961 bis 1977 war er im Foreign Intelligence Advisory Board des US-Präsidenten. 1945 erhielt er die Medal for Merit.
1953 wurde Langer in die American Academy of Arts and Sciences gewählt. 1954 erhielt er den Bancroft-Preis für Undeclared War mit S. Everett Gleason. Dieses Werk war im gleichen Jahr auch für den Pulitzer-Preis für Geschichte nominiert und Favorit der Jury; letztendlich entschied sich aber das Advisory Board für einen anderen Preisträger. Er war Ehrendoktor in Yale, Harvard und Hamburg (1955). 1957 war er als Nachfolger von Dexter Perkins Präsident der American Historical Association. In seiner Presidential Address sprach er sich für die Verwendung psychoanalytischer Methoden in der historischen Forschung aus, wobei er als Beispiel Martin Luther nahm und auf ganze Völker angewandt Europa nach der Pest im 14. Jahrhundert. Bald darauf unterstützte er den Psychoanalytiker Erik H. Erikson in dessen Luther-Studie.
Langer war Herausgeber der Reihe The Rise of Modern Europe. Er war mit der Philosophin Susanne K. Langer (geborene Knauth) verheiratet (1921), mit der er zwei Söhne hatte. Nach der Scheidung heiratete er 1943 Rowena Morse Nelson, die vier Kinder aus erster Ehe hatte.

## Schriften (Auswahl)
- With „E“ of the First Gas, 1919 (Geschichte seiner Einheit im Gaskrieg), neu als: Gas and Flame in World War I, Knopf 1965.
- Herausgeber: An Encyclopedia of World History: Ancient, Medieval, and Modern, Chronologically Arranged, 1940, 1972, Boston: Houghton Mifflin 2001.
- The Franco-Russian Alliance 1890–1894, Cambridge, Mass.: Harvard University Press 1929.
- European Alliances and Alignments 1870–1890, New York: Knopf 1931.
- The Diplomacy of Imperialism, 2 Bände, New York: Knopf, 1935, 1951.
- Our Vichy Gamble, New York: Knopf 1947 (1948 ins Französische übersetzt).
- mit S. Everett Gleason: The Challenge to Isolation, 1937–1940, im Auftrag des Council of Foreign Relations, New York 1952.
- mit S. Everett Gleason: The Undeclared War, 1940–1941, im Auftrag des Council of Foreign Relations, New York 1953.
- Conyers Read, 1881–1959: Scholar, Teacher, Public Servant, M. and V. Dean, 1963.
- Political and Social Upheaval, 1832–1852 (= The Rise of Modern Europe), New York: Harper & Row, 1962.
- Explorations in Crisis. Papers on international history, Herausgegeben von Carl und Elizabeth Schorske, Cambridge, Mass.: Harvard University Press, 1969 (Aufsätze).
- In and out of the Ivory Tower, New York: Watson Academic Publ. 1977 (Autobiographie).